# Années 1860
Les années 1860 ont commencé le 1er janvier 1860 et se sont terminées le 31 décembre 1869. Elles sont marquées par la guerre de Sécession aux États-Unis (1861-1865), et par l'abolition de l'esclavage dans ce pays en 1863.

## Événements
- Vers 1860-1880 : recul des glaciers dans les Alpes[1]. Fin du petit âge glaciaire[2].
- 1860 : annexion de la Savoie et du comté de Nice à la France au traité de Turin. Expédition des Mille ; annexion du royaume des Deux-Siciles au royaume d'Italie[3].
- 1860-1861 : expédition française en Syrie envoyée par Napoléon III pour secourir les chrétiens d'orient[4].

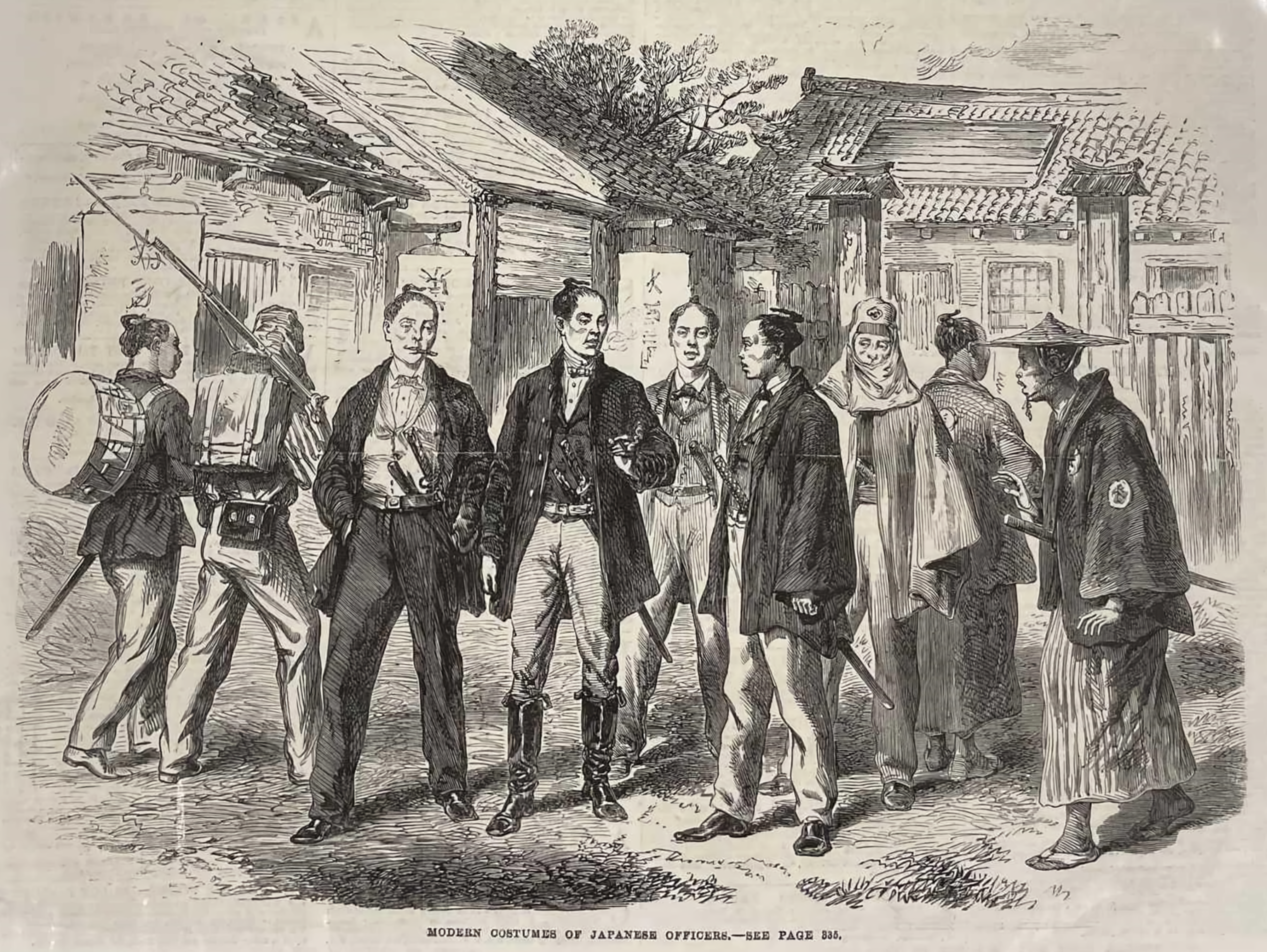
Illustration du London News montrant des samouraïs vêtus à l’occidentale (1866).

- 1860-1868, Japon : fin de la période Edo (ère Man'en 1860-61, ère Bunkyū 1861-64, ère Genji 1864-65 et ère Keiō 1865-68). Début de l'ère Meiji (1868-1912) qui lui succède[5]. La restauration de Meiji, période correspondant au renversement du shogunat Tokugawa et au recouvrement des pouvoirs de l'Empereur, couvre à la fois la fin de l'époque d'Edo (souvent appelée bakumatsu) et le début de l'ère Meiji, et est marquée par une suite d'événements qui conduisent à d'énormes changements dans la politique et la structure économique et sociale du Japon. Un mouvement anti-occidental au Japon est dirigé par les clans Satsuma, Choshu et Tosa, qui prônent « l’expulsion des barbares ». Ils se rallient autour de l’empereur à Kyōto et, grâce au soutien impérial, prennent l’initiative d’attaques militaires sur terre et sur mer, dirigées contre les navires étrangers qui se trouvaient dans les ports japonais. Quelques mois après la restitution du pouvoir suprême à l'empereur, la guerre de Boshin de janvier 1868 à mai 1869 oppose d’une part les troupes appartenant au gouvernement shogunal d'Edo (aujourd’hui Tokyo) et les clans qui sont restés fidèles, et d’autre part les armées des autres clans et leurs alliés, proches de l'Empereur. Après la victoire des partisans de celui-ci, qui a quitté Kyoto pour Edo, fin 1868, après la chute d'Edo quelques mois plus tôt, est abandonnée la politique d'expulsion des étrangers et le pouvoir se lance dans une politique de modernisation continue.

- 1860-1870 : en France, le second Empire prend une tournure libérale[6]. Le domaine outre-mer de la France s'accroît et atteint un million de km² pour cinq millions d'habitants à la fin de la décennie, grâce à de nouvelles étapes dans la constitution du second empire colonial français[7]. Louis Faidherbe, au poste de gouverneur du Sénégal, après en avoir conduit la pacification, travaille à développer l'économie locale (port de Dakar, culture du coton…) et en facilitant la pénétration de l’influence française vers l’intérieur du continent, prépare l’Afrique-Occidentale française. Jean Laborde est nommé consul de France à Madagascar en 1862, et y assoit l'influence française. Le territoire d'Obock devient, en 1862, le premier point d'ancrage de la colonisation française en Afrique de l’Est. Toujours en 1862, la France obtient par le premier traité de Saïgon Poulo Condor et la Cochinchine. L'amiral Pierre-Paul de La Grandière achève la pacification de la colonie et annexe de nouveaux territoires en 1867. Le Protectorat français du Cambodge est établi à partir de 1863[8].

- 1861 :
  - proclamation du royaume d'Italie ; après la troisième guerre d'indépendance italienne qui permet la réunion de la Vénétie, le Risorgimento s’achève en 1870 avec la prise de Rome et la réunion des États pontificaux[12].
  - création de la principauté de Roumanie[12].
  - abolition du servage en Russie[13] ; émergence du mouvement populiste des « narodniki » qui luttent pour l'émancipation des serfs[14]. Naissance du « nihilisme russe », terme popularisé par le roman de Tourgueniev Pères et fils[15] ; Pisarev, Dobrolioubov, Nikolaï Chelgounov, Mikhaïlov (À la jeune génération), Piotr Zaïtchnevski (ru) (la jeune Russie, 1862)[13].
- 1861-1863 : insurrection polonaise réprimée par l'Empire russe[12],[13].
- 1861-1865 : la guerre de Sécession oppose les États du Nord à ceux du Sud (séparatistes) aux États-Unis ; l'esclavage est aboli en 1863 par Abraham Lincoln. La victoire de l'Union permet l'extension de cette mesure à l'ensemble des États à la fin de la guerre. En 1865 s'ouvre la période dite de reconstruction (1865-1877). En 1867, l'achat de l'Alaska à l’Empire russe conduit à l'accroissement du territoire et des ressources disponibles[16].
- 1861-1867 : échec de l'expédition du Mexique. Napoléon III profite de la guerre de Sécession pour envahir le Mexique et instaurer en 1864 le Second Empire mexicain[8].
- 1862 : exposition universelle de Londres[17].
- 1862-1867 :  l'ingénieur français Beau de Rochas publie son étude sur le moteur à explosion à quatre temps en 1862 ; il est développé par Nikolaus Otto en 1867, puis perfectionné par Gottlieb Daimler et Wilhelm Maybach en 1887[18].

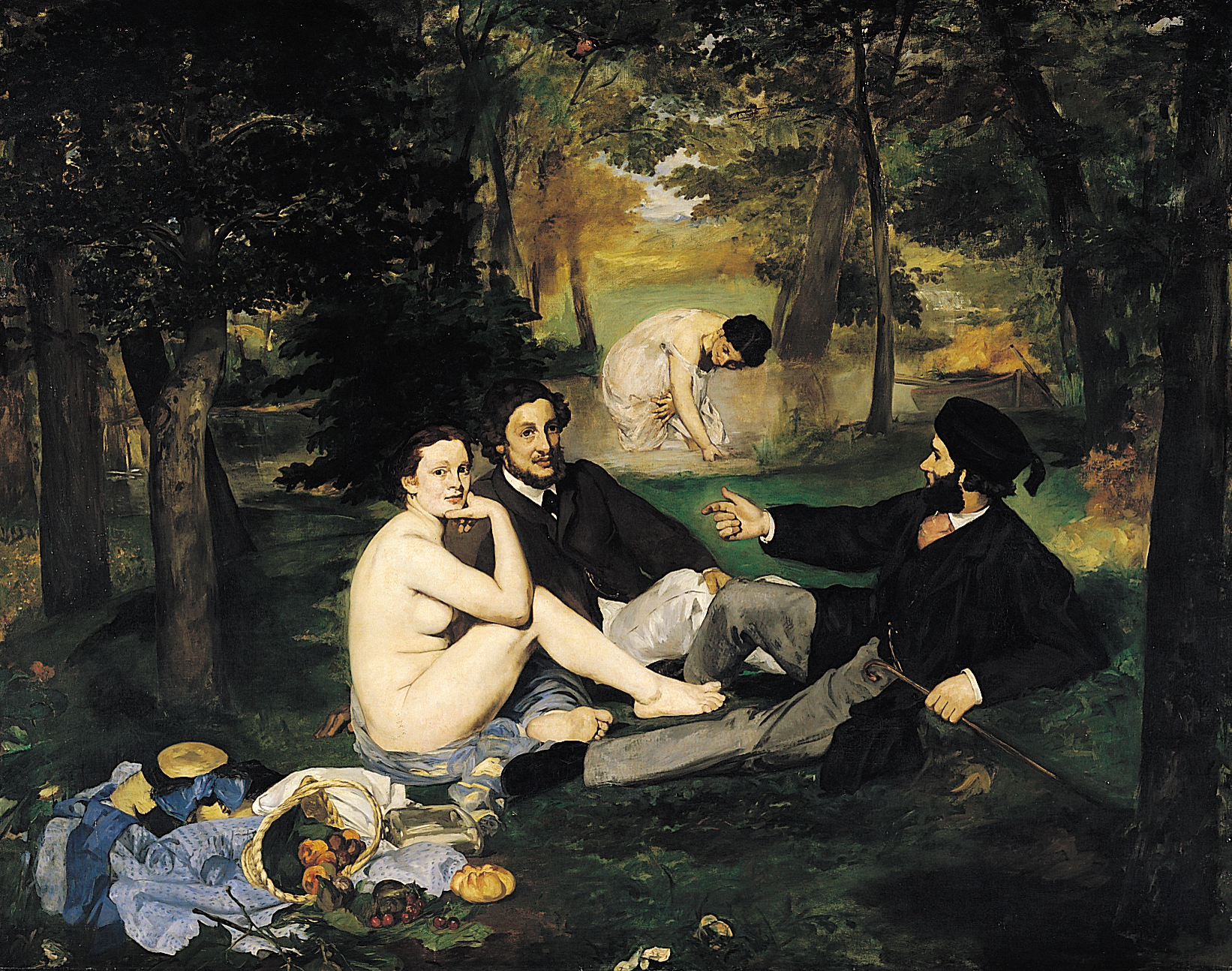
Le Déjeuner sur l'herbe, par Édouard Manet (1863).

- 1863-1865 : le peintre français Édouard Manet présente en 1863 Le Déjeuner sur l'herbe au Salon des refusés (intitulé à l’époque Le Bain) et Olympia au salon officiel de 1865. Les deux œuvres, qui préfigurent le mouvement pictural impressionniste font scandale[19].
- 1863-1869 : construction du premier chemin de fer transcontinental aux États-Unis[16].
- 1864 :
  - guerre des Duchés[12].
  - fin de la guerre russo-circassienne (1764-1864) ; une partie des Circassiens est expulsée de la Circassie historique vers la Turquie[20].
- 1865 : Maxwell découvre la cohérence entre toutes les lois de l'électromagnétisme (électricité, magnétisme, induction) en posant les équations de Maxwell[21].
- 1865-1866 : guerre du guano entre l'Espagne et ses anciennes colonies du Pérou, du Chili, de Bolivie et de l’Équateur[22].
- 1865-1870 : guerre de la Triple-Alliance du Brésil, de l'Argentine et de l'Uruguay contre le Paraguay, qui provoque la mort de 90 % de sa population adulte masculine du Paraguay[23].
- Vers 1865-1895 : la crise du pouvoir traditionnel provoque chez les Lubas du Kasaï la progression d’un culte nouveau, le lubuku instauré vers 1862 par Mwamba Mputu[24] : culte du salut, il annonce le retour de la paix, de la fécondité et de la prospérité, en même temps que la réconciliation et l’unification des Lubas qui sont alors morcelés en petites chefferies. La nouvelle religion préconise de fumer du cannabis pour communiquer avec les ancêtres[25]. Les prédicateurs prolifèrent, comme Mukenge Kalamba qui entre en contact avec des marchands-chasseurs chokwe, dont il reçoit des cotonnades et des armes à feu, éléments de prestige et de puissance, qu’il présente aux siens comme les outils de la prochaine renaissance. Il se met en contact en 1875 avec les commerçants luso-africains d’Angola puis, à partir de 1880 environ, avec les Européens du poste colonial de Luluabourg qui favorisent son ascension jusque vers 1890.

- 1866 :
  - guerre austro-prussienne ; l’Autriche est battue par la Prusse à la bataille de Sadowa. Création de la Confédération de l'Allemagne du Nord, prélude à l'Unification allemande[12].
  - expédition française en Corée suite du massacre de missionnaires français[26].
  - le religieux et botaniste autrichien Gregor Mendel pose les bases théoriques de la génétique dans un article sur l'hérédité chez les pois qui établit les lois de l'hybridation (Lois de Mendel)[27].
- 1866-1868 : famine en Algérie[8].
- 1866-1869 : révolte crétoise contre l'occupation ottomane[28].
- 1866-1869-1876 : la publication d’un recueil collectif de poèmes en trois volumes, Le Parnasse contemporain, consacre l’existence du mouvement parnassien en France[29].

- 1867 : 
  - le compromis austro-hongrois établit la double-monarchie d’Autriche-Hongrie[12].
  - par suite de la Grande Coalition, lors de la Conférence de Charlottetown et de la Conférence de Québec en 1864, ainsi que de la Conférence de Londres en 1866, les Pères de la Confédération entreprennent d'unifier trois colonies — le Canada-Uni, la Nouvelle-Écosse et le Nouveau-Brunswick — menant ainsi à la création du Dominion of Canada. L'Acte de l'Amérique du Nord britannique, en vigueur le 1er juillet 1867, crée ce dominion sous le nom de Canada, avec quatre provinces distinctes : l'Ontario, le Québec, le Nouveau-Brunswick et la Nouvelle-Écosse[30].
  - exposition universelle de Paris[17].
  - publication du Livre premier du Capital, de Karl Marx[31].
- 1868 :
  - expédition britannique en Éthiopie[32].
  - révolution de septembre en Espagne[33].
- 1868-1878 : guerre des Dix Ans, première tentative de Cuba pour obtenir l'indépendance[34].
- 1869 :
  - ouverture du canal de Suez[4].
  - le  chimiste russe Mendeleïev publie le tableau périodique des éléments[35].
- 1869-1870 :
  - premier concile œcuménique du Vatican convoqué par le pape Pie IX[36].
  - la rébellion de la rivière Rouge débouche sur la création par le gouvernement fédéral de la province du Manitoba au Canada[37].
- 1870 : guerre franco-allemande ; chute du second Empire et Troisième République en France[12].

## Personnages significatifs
- Abdulaziz.
- Alexandre II de Russie.
- Cixi.
- François-Joseph Ier d'Autriche.
- Élisabeth de Wittelsbach (« Sissi »).
- Guillaume Ier de Prusse.
- Guillaume III (roi des Pays-Bas).
- Isabelle II.
- Léopold Ier (roi des Belges).
- Léopold II (roi des Belges).
- Maximilien Ier du Mexique.
- Meiji (empereur) (Mutsuhito).
- Napoléon III.
- Pie IX.
- Victor-Emmanuel II d'Italie.
- Victoria du Royaume-Uni.
- Otto von Bismarck.
- Camillo Cavour.
- Giuseppe Garibaldi.
- William Ewart Gladstone.
- Ulysses S. Grant.
- Victor Hugo.
- Andrew Johnson.
- Benito Juárez.
- Robert Lee.
- Abraham Lincoln.
- Karl Marx.
- Giuseppe Mazzini.